# كاتيا ستام
كاتيا ستام (مواليد 3 أكتوبر 1998) هي لاعبة كرة طائرة شاطئية هولندية، شاركت في الألعاب الأولمبية الصيفية 2020.